# Esko (Minnesota)
Esko es un lugar designado por el censo ubicado en el condado de Carlton en el estado estadounidense de Minnesota. En el Censo de 2010 tenía una población de 1869 habitantes y una densidad poblacional de 148,45 personas por km².

## Geografía
Esko se encuentra ubicado en las coordenadas 46°42′36″N 92°22′20″O / 46.71000, -92.37222. Según la Oficina del Censo de los Estados Unidos, Esko tiene una superficie total de 12.59 km², de la cual 12.59 km² corresponden a tierra firme y (0%) 0 km² es agua.

## Demografía
Según el censo de 2010, había 1869 personas residiendo en Esko. La densidad de población era de 148,45 hab./km². De los 1869 habitantes, Esko estaba compuesto por el 97.06% blancos, el 0.11% eran afroamericanos, el 0.54% eran amerindios, el 0.7% eran asiáticos, el 0% eran isleños del Pacífico, el 0.11% eran de otras razas y el 1.5% pertenecían a dos o más razas. Del total de la población el 0.75% eran hispanos o latinos de cualquier raza.